# Francesca Quazzico
Francesca Quazzico (Taranto, 7 maggio 2001) è una calciatrice italiana, difensore o centrocampista della Ternana.

## Carriera

### Club
Francesca Quazzico si avvicina al calcio fin da giovanissima, figlia d'arte (la madre Barbara giocò nel ruolo di portiere nel calcio a 5 femminile) giocando prima per i colori dell'Atletico Taranto poi per la squadra rionale del San Cataldo, decidendo infine di affinare la sua tecnica iscrivendosi alla scuola calcio del Delfini Jonici di Taranto e dove gioca nelle sue formazioni miste degli Esordienti. A 13 anni passa al Real San Giorgio dove gioca la stagione 2014-2015 nel ruolo di centrocampista, ultimo suo campionato in una formazione mista e unica ragazza della squadra Giovanissimi della società di San Giorgio Ionico. In questo periodo viene inoltre convocata dalla sezione regionale LND per rappresentare la Puglia nelle qualificazioni al Torneo delle Regioni, indossando per l'occasione la fascia di capitano della formazione.
Sopraggiunti i termini massimi per giocare con i ragazzi, nell'estate 2015 coglie l'opportunità offertale dalla dirigenza della Pink Sport Time, società di Bari che le offre un posto da titolare nella formazione che, grazie a un ripescaggio, disputerà il campionato di Serie A per il secondo anno consecutivo. Nella sua prima stagione con la sua nuova squadra alterna le presenze nella formazione impegnata nel Campionato Primavera a quella titolare, dove il tecnico Isabella Cardone la fa debuttare fin dalla prima giornata di campionato, il 17 ottobre, e dove Quazzico scende titolare nell'incontro perso 3-0 con le avversarie del Mozzanica. Condivide il difficile percorso della squadra, incapace di staccarsi dalle parti basse della classifica e che seppur dopo una serie di vittorie nell'ultima parte del campionato all'ultimo incontro le vede cedere la salvezza al Luserna.
Quazzico rimane alla Pink anche la stagione seguente, questa volta alla guida del nuovo tecnico Roberto D'Ermilio, il quale continua a concederle fiducia inserendola stabilmente in rosa con la squadra titolare, attività che ancora una volta svolge parallelamente con la formazione Primavera. Durante il campionato D'Ermilio la impiega in 17 occasioni, tra le quali il 26 marzo 2017, alla 18ª giornata, è autrice di una doppietta nell'incontro vinto per 3-0 sulle avversarie del Latina, alle quali se ne aggiungono altre due nelle giornate successive. Scende in campo anche nella partita di play-off con la Roma CF, resasi necessaria perché al termine del campionato le due squadre totalizzarono entrambe 63 punti e con quella si determinò la vincitrice del girone e la conseguente promozione in Serie A, incontro poi vinto ai tiri di rigore.
Alla sua terza stagione con la Pink Sport Time, Quazzico continua la sua presenza in rosa sia con la formazione titolare che con quella Primavera. In campionato D'Ermilio la impiega 15 volte, e alla 7ª giornata è sua la rete che all'81' decide l'incontro con la Res Roma, vittoria che risulterà importantissima al termine del campionato e che consentirà, pur senza polemiche, alla squadra di giocarsi la salvezza nella partita, vincendola, con le avversarie del San Zaccaria. Tuttavia è con la formazione Primavera che conquista il suo primo personale titolo nazionale, quando il 23 giugno la sua squadra batte in finale le pari età della Juventus.
Nel luglio 2021 è andata in prestito al Verona.

### Nazionale
Convocata dalla FIGC, dopo uno stage l'anno prima nel gennaio 2017 fa il suo debutto in maglia azzurra con la formazione under 16 nell'amichevole con le pari età della Norvegia, indossando la fascia di capitano sotto la supervisione del tecnico Massimo Migliorini.
A fine anno arriva anche la convocazione nella formazione under 17; è tra le 24 convocate per l'amichevole con la Svizzera, e tra il 2017 e 2018 è in rosa nella squadra impegnata alla fase di qualificazione, del campionato europeo di Lituania 2018

## Statistiche

### Presenze e reti nei club
Statistiche aggiornate al 18 maggio 2025.
| Stagione        | Squadra         | Campionato      | Campionato | Campionato | Coppe nazionali | Coppe nazionali | Coppe nazionali | Coppe continentali | Coppe continentali | Coppe continentali | Altre coppe | Altre coppe | Altre coppe | Totale | Totale |
| Stagione        | Squadra         | Comp            | Pres       | Reti       | Comp            | Pres            | Reti            | Comp               | Pres               | Reti               | Comp        | Pres        | Reti        | Pres   | Reti   |
| --------------- | --------------- | --------------- | ---------- | ---------- | --------------- | --------------- | --------------- | ------------------ | ------------------ | ------------------ | ----------- | ----------- | ----------- | ------ | ------ |
| 2019-2020       | Inter           | A               | 6          | 0          | CI              | 0               | 0               | -                  | -                  | -                  | -           | -           | -           | 6      | 0      |
| 2020-gen. 2021  | Inter           | A               | 1          | 0          | CI              | 0               | 0               | -                  | -                  | -                  | -           | -           | -           | 1      | 0      |
| Totale Inter    | Totale Inter    | Totale Inter    | 7          | 0          | -               | 0               | 0               | -                  | -                  | -                  | -           | -           | -           | 7      | 0      |
| gen.-giu. 2021  | Pink Sport Time | A               | 9          | 0          | CI              | 0               | 0               | -                  | -                  | -                  | -           | -           | -           | 9      | 0      |
| 2021-2022       | Verona          | A               | 8          | 1          | CI              | 2               | 0               | -                  | -                  | -                  | -           | -           | -           | 10     | 1      |
| 2022-2023       | Verona          | B               | 5          | 1          | CI              | 1               | 0               | -                  | -                  | -                  | -           | -           | -           | 6      | 1      |
| Totale Verona   | Totale Verona   | Totale Verona   | 13         | 2          | -               | 3               | 0               | -                  | 0                  | 0                  | -           | 0           | 0           | 16     | 2      |
| 2023-2024       | Ternana         | B               | 28         | 2          | CI              | ?               | ?               | -                  | -                  | -                  | -           | -           | -           | 28+    | 2+     |
| 2024-2025       | Ternana         | B               | 8          | 1          | CI              | 1               | 0               | -                  | -                  | -                  | -           | -           | -           | 9      | 1      |
| 2025-2026       | Ternana         | A               | -          | -          | CI              | -               | -               | -                  | -                  | -                  | AWC         | -           | -           | -      | -      |
| Totale Ternana  | Totale Ternana  | Totale Ternana  | 36         | 3          | -               | 1+              | 0+              | -                  | -                  | -                  | -           | -           | -           | 37+    | 3+     |
| Totale carriera | Totale carriera | Totale carriera | 65         | 5          | -               | 4+              | 0+              | -                  | -                  | -                  | -           | -           | -           | 69+    | 5+     |

## Palmarès

### Club
- Campionato italiano di Serie B: 2

Pink Sport Time: 2016-2017
Ternana: 2024-2025